# Max Jenkins
Max Jenkins (sinh ngày 13 tháng 3 năm 1985) là một diễn viên và nhà văn người Mỹ. Anh đóng vai chính Max Carnegie trong loạt phim trinh thám hài kịch của NBC [[The Mysteries of Laura. Anh cũng được biết đến với sự xuất hiện của anh trong loạt phim nổi tiếng High Maintenance của HBO.

## Sự nghiệp
Jenkins lần đầu tiên được nhìn thấy trong chương trình High Maintenance trong web chap "Olivia" vào năm 2013, khách mời đóng cùng Heléne Yorke. Buzzfeed ca ngợi Jenkins và Yorke trong danh sách "16 kẻ trộm cảnh trong phim hài truyền hình" năm 2014, trong khi Indiewire ca ngợi "Olivia" là "một trong những tập hay nhất và mạnh nhất của loạt phim."
Jenkins cũng đã được giới phê bình đánh giá cao biểu diễn trong nhiều vở kịch ở New York, đáng chú ý là Unnatural Acts tại Classic Stage Company. Vở kịch do Jenkins và các thành viên khác trong dàn đồng sáng tác, đã được đề cử cho ba giải Drama Desk 2012, bao gồm cả Vở kịch xuất sắc.
Khi công chiếu The Mysteries of Laura vào ngày 17 tháng 9 năm 2014, The Los Angeles Times đã trích dẫn Jenkins là "tuyệt vời", nói thêm rằng anh "có thể xứng đáng được xem một buổi biểu diễn của riêng mình."
Vào tháng 8 năm 2018, đã có thông báo rằng Jenkins được chọn vào vai Christopher Doyle trong loạt phim hài đen tối của Netflix, Dead to Me.

## Đời tư
Jenkins sinh ra và lớn lên ở thành phố New York.

## Các phim đã tham gia

### Phim điện ảnh
| Năm  | Tựa phim                         | Vai                               |
| ---- | -------------------------------- | --------------------------------- |
| 2009 | The Middle                       | Bạn của Sue                       |
| 2012 | Watching TV with the Red Chinese | Cậu chàng trong trang phục đấu sĩ |
| 2014 | Fort Tilden                      | Ashley                            |
| 2014 | You Must Be Joking               | Paul                              |
| 2014 | The Dark Side                    | Bill                              |
| 2015 | Those People                     | Dracula                           |
| 2019 | Plus One                         | Nick                              |

### Phim truyền hình
| Năm       | Tựa phim                | Vai                      |
| --------- | ----------------------- | ------------------------ |
| 2011      | Gossip Girl             | Trợ lý của Keith         |
| 2012      | 30 Rock                 | Lễ tân của Liên Hợp Quốc |
| 2012      | Anderson Live           | Bản thân                 |
| 2013      | High Maintenance        | Max                      |
| 2014–2016 | The Mysteries of Laura  | Max Carnegie             |
| 2015      | Orange Is the New Black | Drew                     |
| 2016      | High Maintenance        | Max                      |
| 2019–nay  | Dead to Me              | Christopher Doyle        |

## Giải thưởng và đề cử
| Năm  | Giải thưởng       | Thể loại         | Phim đóng vai  | Kết quả | Tham khảo |
| ---- | ----------------- | ---------------- | -------------- | ------- | --------- |
| 2012 | Drama Desk Awards | Outstanding Play | Unnatural Acts | Đề cử   | [ 12 ]    |